# 藤波怜於南
藤波 怜於南（ふじなみ れおな、1993年7月7日 - ）は、日本の男性プロレスラー。ドラディション及びカートプロモーション所属。東京都出身。リングネームはLEONA（レオナ）。

## 来歴
プロレスラー・藤波辰爾の長男。立教小学校、立教池袋中学校・高等学校、立教大学法学部法学科卒業。
2012年4月20日の大会終了直前に父親の辰爾にプロレス入りを直訴したが、直ぐには結論を出せないと承諾を保留にされた。その後承諾され、ランカシャースタイルを習得する為に旧ビリー・ライレージムことアスプルオリンピック・レスリングクラブに武者修行に出て、帰国後はデビューを目指しU.W.F.スネークピットジャパンで修行。その後は2013年5月29日のドラディション後楽園ホール大会のエキシビジョンマッチでプレデビュー戦を行った。
11月19日、辰爾のかつての付き人だった船木誠勝を相手にデビュー。その本格デビューを前に、怜於南は自らのリングネームを『LEONA』とすることを発表。将来的には本名の藤波怜於南で戦う意思があることも明らかにしている。
そのデビュー戦等を含んだDVD「藤波辰爾還暦記念　藤波怜於南デビュー記念　藤波辰爾×LEONA BEST BOUT 2012 - 2013」が発売されている。
2023年3月1日開催の『ジュニア夢の祭典 〜ALL STAR Jr. FESTIVAL 2023〜』では第3試合・がんばれ！大谷晋二郎10人タッグマッチに出場。

## タイトル歴
ドラディション
- DRAGON CUP 優勝（2023年）（パートナーは船木誠勝）

新潟プロレス
- 第2代新潟タッグ王座（パートナーは藤波辰爾）

## エピソード
2017年8月のプロレスリング・ノアのツアーの初戦で丸藤正道からいきなり「0点」と突き付けられ、その悔しさを胸にツアーを完走に漕ぎ着けた。最終戦の8月26日後楽園大会では火祭りで敗れ、ノア参戦のきっかけとなった拳王ともシングルで対戦。ドラゴンスクリューからの足4の字固め、各種丸め込みを見せたLEONAであったが、結果は完敗。拳王は蹴暴からのフォールをあえてカウント2でやめて、ダイビング・フットスタンプを投下し、圧倒的実力差を満天下に知らしめた。試合後、拳王は「オレを倒して、その先に進む?テメーなんてこんなもんなんだよ。テメーが本当にその先に進みたかったら、今以上に必死に死にもの狂いでプロレスに励め」と言い、LEONAは「絶対強くなります!」と誓った。

## 入場テーマ曲
- PHOENIX / HΛL